# Alkemisten (musikalbum)
Alkemisten är rapparen Houman Sebghatis andra officiella album. Albumet släpptes 14 oktober 2010. Albumet innehåller gäster som Dogge Doggelito, Promoe, Ison och den aspirerande rapparen Finess, som är signad med Houmans egna bolag, Jerusalem Records och EMI.
Albumet är en dubbel-CD. Den ena är själva albumet, och den andra är en remastrad version av "Tankarnas Gränder", som Houman gjorde tillsammans med rapparen/producenten Magro, och släpptes 1999.

## Singlar
- "Lögner" är enligt Houman den första singeln för albumet, och släpptes 2 september 2010.[1] Rapparen Promoe är med i låten. En video har gjorts för den, och kan ses på Youtube.[2]
- "Aaajt!" är den andra singeln ur Alkemisten. Låten var producerad av Robin Rocks.

## Låtlista

### CD 1: Alkemisten
Låtlistan var bekräftad på Jerusalem Recordss konto på Whoa.nu.
| Nr  | Titel                                  | Producent(er)                          | Längd |
| --- | -------------------------------------- | -------------------------------------- | ----- |
| 1.  | Intro (med Dogge)                      |                                        | 3:52  |
| 2.  | Världsvinden                           | Tinitus, DJ Will Rock                  | 3:18  |
| 3.  | Mamma Jord (med Joey Fever)            | Breakmecanix, Genius-Enis, Robin Rocks | 4:09  |
| 4.  | Carpe Diem (med Linda Pira)            |                                        | 5:02  |
| 5.  | Lögner (med Promoe)                    | Breakmecanix                           | 3:30  |
| 6.  | Livet                                  | Tréz Nvila                             | 4:22  |
| 7.  | Alkemisten                             |                                        | 3:42  |
| 8.  | Gå (med Finess, Ison och Getty Domein) | Tréz Nvila                             | 6:36  |
| 9.  | Anda (med Danjah)                      |                                        | 4:29  |
| 10. | Aaajt!                                 | Robin Rocks                            | 3:31  |
| 11. | Hela Natten Lång (med Laila Adéle)     | EKP                                    | 2:56  |
| 12. | En Lärling (med Sylvia Vrethammar)     |                                        | 3:04  |
| 13. | Blickar Framåt                         | Marcus Price                           | 5:10  |
| 14. | Frihet II (med Jeppe Körsbär)          |                                        | 4:10  |
| 15. | Dödens Portar (med Mary N'diaye)       | Tinitus                                | 3:48  |

### CD 2: Tankarnas Gränder (med Magro)
Remastrade nyutgåvan av "Tankarnas Gränder" (1999), som Houman gjorde tillsammans med Magro.
| Nr  | Titel                                 | Producer(s)   | Längd |
| --- | ------------------------------------- | ------------- | ----- |
| 1.  | Intro                                 | Houman, Magro | 2:16  |
| 2.  | Framför Allt                          | Houman, Magro | 4:19  |
| 3.  | Skriet (med Levent)                   | Houman, Magro | 5:04  |
| 4.  | Talen Viner                           | Houman, Magro | 4:26  |
| 5.  | Tankarnas Gränder (med Tantra)        | Houman, Magro | 3:58  |
| 6.  | I Sanningens Öga (med Blues)          | Houman, Magro | 3:52  |
| 7.  | Ord Mot Ord (Toto)                    | Houman, Magro | 3:43  |
| 8.  | Ännu En Chans                         | Houman, Magro | 3:56  |
| 9.  | Upp Och Ner (Original)                | Houman, Magro | 3:48  |
| 10. | Hey Hey                               | Houman, Magro | 5:01  |
| 11. | Fulla Sinnen Lyfter (med Stora Ligan) | Houman, Magro | 4:11  |
| 12. | Trasiga Skor                          | Houman, Magro | 4:02  |
| 13. | Vägen Till Ingenstans                 | Houman, Magro | 3:04  |
| 14. | Lyssna (med Big Fred)                 | Houman, Magro | 4:36  |
| 15. | Outro                                 | Houman, Magro | 1:54  |

## Fotnoter
1. ↑  Houman Sebghati feat. Promoe - Lögner (Veckans Mp3) Whoa.com
2. ↑  Houman Sebghati featuring Promoe - Lögner Youtube
3. ↑  Houman Sebghati - Alkemisten blog.whoa.nu